# Sarud
Sarud là một thị trấn thuộc hạt Heves, Hungary. Thị trấn này có diện tích 51,62 km², dân số năm 2010 là 1184 người, mật độ 23 người/km².